# 井上裕正
井上 裕正（いのうえ ひろまさ、1948年12月17日 - 2022年2月8日）は、日本の東洋史学者、奈良女子大学名誉教授。

## 経歴
1948年、神奈川県横浜市で生まれた。京都大学文学部東洋史学科で学び、1971年に卒業。京都大学大学院文学研究科に進学し、1977年に博士課程を単位取得満期退学した。
卒業後は、1978年に島根大学法文学部講師となった。1982年に助教授昇格。1984年に奈良女子大学文学部助教授に転じ、1996年に教授に昇格した。大学では、文学部長、副学長を務めた。2001年、学位論文『清代アヘン政策史の研究：アヘン戦争前における』を京都大学に提出して文学博士号を取得した。2004年からは奈良女子大学理事。2013年に奈良女子大学を定年退任し、名誉教授となった。2022年2月8日、急性心臓死のため死去。

## 著作
著書
- 『林則徐』(中国歴史人物選 12) 白帝社 1994
- 『清代アヘン政策史の研究』京都大学学術出版会(東洋史研究叢刊) 2004

共著
- 『中華帝国の危機』(世界の歴史 19) 並木頼寿と共著, 中央公論社 1997
  - 文庫化 中公文庫 2008

翻訳
- 『内藤湖南：ポリティックスとシノロジー』ジョシュア・A.フォーゲル著, 平凡社（テオリア叢書）1989

## 参考
- 清代アヘン政策史の研究 （新装版） - 紀伊国屋書店BookWeb
- 井上裕正 - J-GLOBAL